# Марџ Симпсон
Мaрџори Жаклин „Марџ” Симпсон (енгл. Marjorie Jacqueline "Marge" Simpson) је измишљени лик из анимиране ТВ серије Симпсонови. 
Марџ је Хомерова супруга и мајка Барта, Лисе и Меги. Њено девојачко презиме је Бувије (енгл. Bouvier). Има две старије сестре близанкиње — Пати и Селму. Њена мама је Жаклин Бувије. Има између 36 и 40 година.
За разлику од Хомера, она је морална и реална особа која воли да изнесе своје ставове у породичним дискусијама. За разлику од Лисе, она аргументује не са интелектуалног него са практичног становишта. Код неважних ствари важи за повучену и мање самопоуздану особу, док при важним одлукама зна да буде енергична и одлучна.